# Blazhe Ilijoski
Blazhe Ilijoski (n. 9 iulie 1984, Skopje, Republica Socialistă Macedonia, RSF Iugoslavia) este un fotbalist macedonean.
Între 2005 și 2015, Ilijoski a jucat 13 de meciuri și a marcat 1 goluri pentru echipa națională a Macedoniei de Nord.

## Statistici
| Macedonia | Macedonia | Macedonia |
| An        | Meciuri   | Goluri    |
| --------- | --------- | --------- |
| 2005      | 1         | 1         |
| 2006      | 1         | 0         |
| 2010      | 4         | 0         |
| 2014      | 3         | 0         |
| 2015      | 4         | 0         |
| Total     | 13        | 1         |